# Tobi Amusan
Oluwatobiloba „Tobi“ Ayomide Amusan (* 23. April 1997 in Ijebu-Ode) ist eine nigerianische Sprinterin und Hürdenläuferin, die sich auf den 100-Meter-Hürdenlauf spezialisiert hat. Sie hält seit dem 24. Juli 2022 mit 12,12 s den Weltrekord über 100 Meter Hürden und wurde im selben Jahr Weltmeisterin. Zudem siegte sie bei den Commonwealth Games, Afrikaspielen und Afrikameisterschaften und zählt damit zu den erfolgreichsten nigerianischen Leichtathletinnen.

## Sportliche Laufbahn
Erste internationale Erfahrungen sammelte Tobi Amusan bei den Jugendafrikameisterschaften 2013 in Warri, bei denen sie in 24,45 s die Silbermedaille im 200-Meter-Lauf gewann sowie mit einem Sprung auf 5,52 m Bronze im Weitsprung. Sie qualifizierte sich über 200 Meter für die Jugendweltmeisterschaften in Donezk, bei denen sie im Halbfinale disqualifiziert wurde, wie auch mit der nigerianischen Sprintstaffel (1000 Meter) im Vorlauf. 2014 gewann sie bei den Afrikanischen Jugendspielen in Gaborone die Silbermedaille im 100-Meter-Hürdenlauf und wäre sowohl für die Olympischen Jugendspiele in Nanjing als auch für die Juniorenweltmeisterschaften in Eugene startberechtigt gewesen. Wegen der gesundheitlichen Situation in Nigeria bezüglich des Ebolafiebers entsandte Nigeria keine Athleten zu internationalen Wettkämpfen in diesem Jahr. 2015 gewann sie in 14,26 s die Goldmedaille bei den Juniorenafrikameisterschaften in Addis Abeba und sicherte sich im September in 13,15 s die Goldmedaille bei den Afrikaspielen im kongolesischen Brazzaville. 2016 verbesserte sich die Studentin der University of Texas at El Paso kontinuierlich und lief bei den Hochschulmeisterschaften eine windunterstützte Zeit von 12,73 s. Im selben Jahr gelang es ihr, einen neuen Juniorinnenweltrekord von 12,83 s über die Hürdensprintdistanz aufzustellen. Sie war somit Favoritin für die Juniorenweltmeisterschaften in Bydgoszcz. In einem sehr schnellen Rennen belegte Amusan trotz ihrer zweitbesten jemals gelaufenen Zeit, 12,95 s im Finale nur Platz fünf. Bei den Olympischen Spielen in Rio de Janeiro gelangte sie bis ins Halbfinale, in dem sie mit 12,91 s ausschied.
Im März 2017 verbesserte sie ihren eigenen Hochschulrekord auf 12,63 s und stellte somit auch eine Weltjahresbestleistung auf und qualifizierte sich für die Weltmeisterschaften in London. Dort gelangte sie bis in das Halbfinale und schied dort mit 13,04 s aus. 2018 verbesserte sie ihre Bestmarke über 60 Meter Hürden auf 7,89 s und qualifizierte sich damit für die Hallenweltmeisterschaften in Birmingham, bei denen sie im Finale mit 8,05 s den siebten Platz belegte. Anfang April siegte sie in 12,68 s bei den Commonwealth Games im australischen Gold Coast und gewann mit der nigerianischen 4-mal-100-Meter-Staffel in 42,75 s die Bronzemedaille. Im Sommer siegte sie in 12,86 s bei den Afrikameisterschaften im heimischen Asaba im Hürdenlauf wie auch mit der Staffel in 43,77 s. Anschließend wurde sie beim Continentalcup in Ostrava in 12,96 s Fünfte und mit der Staffel disqualifiziert. Im Jahr darauf verbesserte sie bei den Afrikaspielen in Rabat den Spielerekord ihrer Landsfrau Glory Alozie zunächst im Halbfinale auf 12,69 s, ehe sie ihn am Folgetag um eine Hundertstelsekunde auf 12,68 s verbesserte und damit ihren Titel von 2015 verteidigte. Im Oktober blieb sie bei den Weltmeisterschaften in Doha sowohl im Vorlauf als auch im Halbfinale mit jeweils 12,48 s eine Hundertstelsekunde unter ihrer alten persönlichen Bestleistung. Im Finale verpasste sie als Vierte in 12,49 s eine Medaille nur knapp. 2021 nahm sie erneut an den Olympischen Spielen in Tokio teil und belegte dort in 12,60 s im Finale den vierten Platz und verpasste im 4-mal-100-Meter-Staffelbewerb mit 43,25 s den Finaleinzug. Anschließend siegte sie in 12,80 s beim CITIUS Meeting in Bern und wurde beim Memorial Van Damme in 12,69 s Zweite. Anfang September siegte sie in 12,64 s beim Memoriał Kamili Skolimowskiej und kurz darauf in 12,42 s auch bei Weltklasse Zürich, womit sie einen neuen Afrikarekord aufstellte. Zum Saisonabschluss siegte sie in 12,61 s beim Hanžeković Memorial in Zagreb.
2022 wurde sie zum Auftakt der Diamond League in 12,44 s Zweite in Doha und Anfang Juni siegte sie in windunterstützten 12,57 s erneut bei den Afrikameisterschaften in Port Louis. Zudem siegte sie dort in 44,45 s gemeinsam mit Praise Idamadudu, Tima Godbless und Praise Ofoku in der 4-mal-100-Meter-Staffel. Anschließend siegte sie in 12,57 s bei den Paavo Nurmi Games und in 12,41 s beim Meeting de Paris, wurde beim Bauhaus-Galan in 12,50 s Zweite und siegte dann in 12,82 s beim Meeting International de Sotteville. Bei den Weltmeisterschaften in Eugene stellte sie im Halbfinale mit 12,12 s einen neuen Weltrekord auf und löste damit die US-Amerikanerin Kendra Harrison als Rekordhalterin ab. Im Finale lief sie mit zu viel Rückenwind 12,06 s und sicherte sich damit die Goldmedaille. Anschließend siegte sie bei den Commonwealth Games in Birmingham in 12,30 s über die Hürden und sicherte sich auch mit der Staffel in 42,10 s gemeinsam mit Favour Ofili, Rosemary Chukwuma und Nzubechi Grace Nwokocha die Goldmedaille und stellte mit dieser Zeit einen neuen Afrikarekord auf. Daraufhin wurde sie bei der Athletissima in Lausanne in 12,45 s Zweite. Im Jahr darauf siegte sie in 12,57 s beim Racers Grand Prix und wurde bei der Athletissima in 12,47 s Zweite. Kurz darauf siegte sie in 12,52 s bei der Bauhaus-Galan sowie in 12,34 s beim Memoriał Kamili Skolimowskiej und in 12,35 s beim Gyulai István Memorial. Wegen drei verpassten Dopingtests wurde Amusan im Juli 2023 vom Weltverband vorläufig suspendiert. Kurz vor Beginn der Weltmeisterschaften 2023 wurde die Suspendierung vom Disziplinartribunal aufgehoben und sie startete bei den Weltmeisterschaften in Budapest, wo sie mit einer Zeit von 12,61 s den sechsten Platz belegte. Im September 2023 rief die Unabhängige Integritätskommission wegen der Aufhebung der Sperre den Internationalen Sportgerichtshof an. Zudem siegte sie in 12,33 s beim Prefontaine Classic und sicherte sich damit den Sieg in der Diamond League. 2024 siegte sie in 12,89 s zum dritten Mal in Folge über 100 Meter Hürden bei den Afrikaspielen in Accra und siegte in 43,05 s auch in der 4-mal-100-Meter-Staffel gemeinsam mit Olayinka Olajide, Justina Tiana Eyakpobeyan und Moforehan Abinusawa. Im Juni siegte sie mit der Staffel in 43,01 s gemeinsam mit Justina Tiana Eyakpobeyan, Tima Godbless und Olayinka Olajide bei den Afrikameisterschaften in Douala und stellte damit einen neuen Meisterschaftsrekord auf. Im August schied sie bei den Olympischen Sommerspielen in Paris mit 12,54 s im Halbfinale aus.
In den Jahren von 2021 bis 2024 wurde Amusan nigerianische Meisterin im 100-Meter-Hürdenlauf und 2022 in der 4-mal-100-Meter-Staffel.

## Persönliche Bestzeiten
- 100 Meter: 11,10 s (+1,6 m/s), 15. April 2023 in Gainesville
  - 60 Meter (Halle): 7,41 s, 2. Februar 2019 in Albuquerque
- 200 Meter: 22,66 s (−1,1 m/s), 21. April 2021 in Albuquerque
  - 200 Meter (Halle): 23,35 s, 19. Februar 2017 in Birmingham
- 100 m Hürden: 12,12 s, 24. Juli 2022 in Eugene (Weltrekord)
  - 60 m Hürden (Halle): 7,75 s, 4. Februar 2024 in Boston (Afrikarekord)